# Mikulášov
Mikulášov (německy Mikulaschow) je malá vesnice, část obce Herálec v okrese Havlíčkův Brod. Nachází se asi 3,5 km na jihozápad od Herálce. V roce 2009 zde bylo evidováno 29 adres. V roce 2001 zde žilo 38 obyvatel.

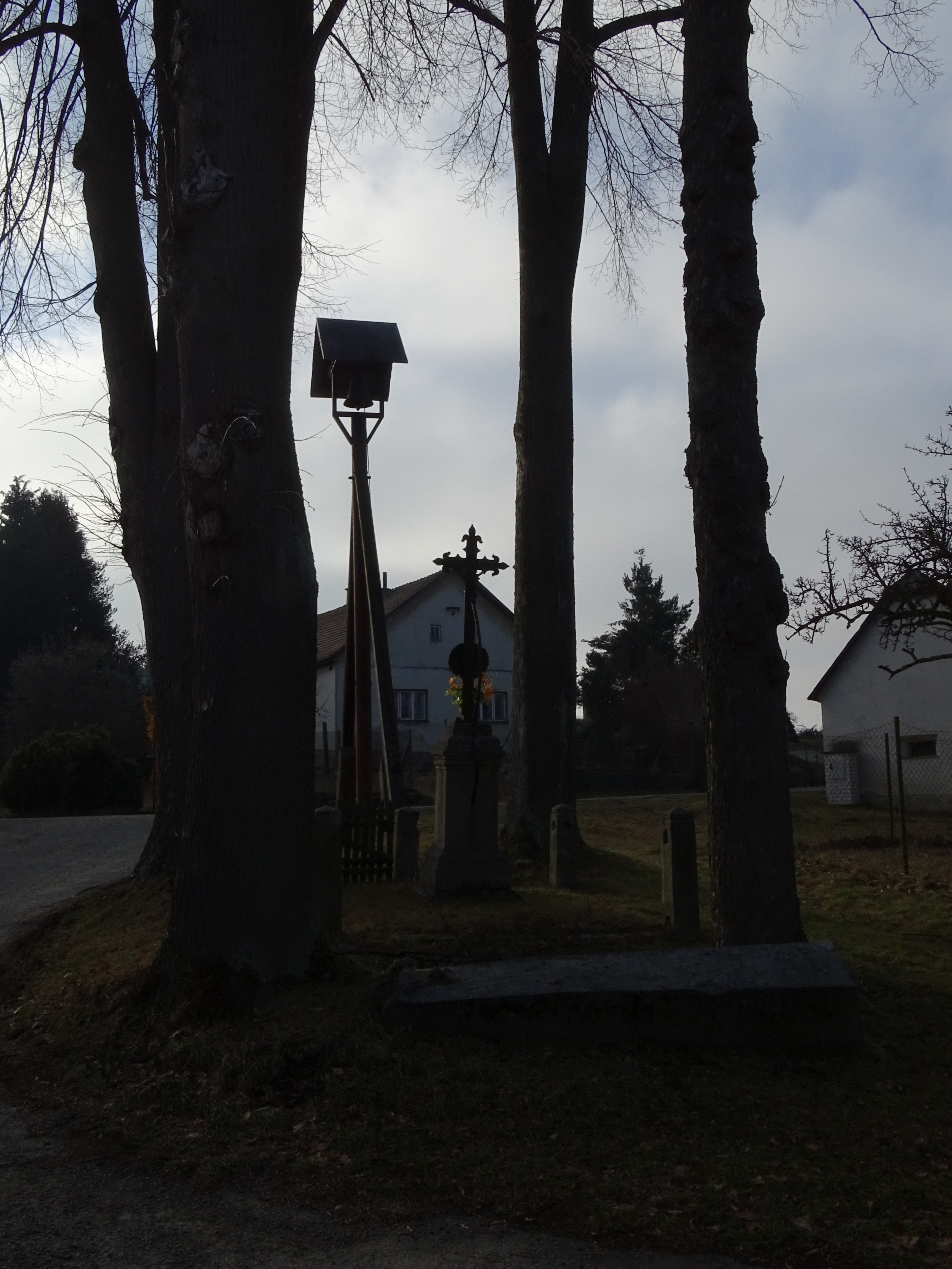
zvonička a křížek na návsi

Mikulášov je také název katastrálního území o rozloze 1,56 km2.

## Historie

### První zmínky
První zmínka o obci pochází z roku 1144. Obec vznikla za účelem bydliště pro vojáky ze Strážného vrchu pod nímž se obec nachází. Obec byla v těchto časech pod správou želivského kláštera. V roce 1300 začíná klášter s dosídlováním kraje a v tomto roce vzniká vesnice Herálec, vesnice Welisov (dnešní Velešov), a téhož roku i vesnice Mikolas-hov dnes Mikulášov. Obec dostala název podle šafáře Mikoláše. Od roku 1305 spadal Mikulášov pod Herálecké panství.

### Doba husitství
Roku 1421 přes vesnici táhla vojska císaře Zikmunda od Jihlavy ke Kutné Hoře. Vesnice, které jim stály v cestě, plenila a drancovala. Vesnice byla na několik let vypleněna.

### Třicetiletá válka
13. listopadu 1639 bylo herálecké panství obsazeno Švédy herálecká vrchnost byla zajata a vězněna na hradu Lipnice. Švédi sužovali kraj až do konce války. U konce války vesnice vyhořela. Na počátku války se vesnice skládala ze sedmi gruntů  v roce 1648 na konci třicetileté války však zůstaly pouze dva.  

### U zabitého
V roce 1750 se vracel humpolecký soukeník Josef Kocián z Jihlavy z trhu a byl oloupen a zabit. Tomuto místu se do dnes říká na zabitém. Na místě kde soukeník zemřel je smírčí kámen. Tento kámen není původní, původní byl odcizen. 

### Druhá světová válka
Celá válka probíhala v poměrném klidu, až poslední dny války se zvrhly. Od 5. května roku 1945 se stalo mnoho špatného, ke vsi doléhaly detonace z odstřelování Německého Brodu (dnešního Havlíčkova Brodu). V ranních hodinách došlo k přestřelce v lese na východ od vesnice. Při přestřelce zemřel jeden z občanů ze vsi, na místě se dodnes nachází pamětní kámen. V těchto dnech byl v kulturním domě lazaret pro raněné německé vojáky, kteří byli ze vsi odvezeni 10. května do nemocnice v Humpolci. 10. května došlo i k pohřbení zastřeleného rodáka. 

## Osobnosti
- Antonín Ježek (1896–1923) – legionář, letec a parašutista